# Hakea corymbosa
Hakea corymbosa es una especie de arbusto perteneciente a la familia Proteaceae, originario de Australia Occidental.

## Descripción
Alcanza un tamaño de hasta 2 metros de altura y tiene racimos axilares de flores amarillas y verdes que son seguidas por cápsulas con semillas leñosas que miden de 2 a 3 cm de largo y 1,5 cm. Las hojas espinosas son de 2,5 a 12 cm de largo y 0,2 a 0,8 cm de ancho.

## Taxonomía
Hakea corymbosa fue descrita por Robert Brown y publicado en Supplementum primum prodromi florae Novae Hollandiae 28. 1830.
Etimología
Las hakeas fueron denominadas por el Barón Christian Ludwig von Hake, en el siglo XVIII, el patrón alemán de la botánica.